# Уркс, Эдуард
Эдуард Уркс (чеш. Eduard Urx; 29 января 1903, Велка-над-Величкой, Австро-Венгрия — 20 апреля 1942, Маутхаузен) — чехословацкий коммунистический политик, журналист, редактор, переводчик, литературный критик и теоретик.

## Биография
В 1922—1925 г. изучал философию, чешскую и немецкую филологию в Карловом университете, учёбу не закончил.
В 1924 г. вступил в Коммунистическую партию Чехословакии. Занялся журналистской и политической работой. Был близким соратником Клемента Готвальда. Он способствовал распространению коммунистических идей средствами массовой информации.
В 1924 году был одним из инициаторов создания журнала «DAV», объединявшего группу словацких левых интеллектуалов, близких к коммунистической партии.
В 1925—1929 г. редактировал братиславскую газету «Правда» (Pravda). В 1929 г. — шеф-редактор «Dělnického deníku» в Остраве.
В 1929—1931 и 1938 г. — редактор газеты «Руде право». В 1931 г. был направлен на учёбу в Москву, где одновременно работал в аппарате Коминтерна. Печатался также под псевдонимом М. Бисс.
С октября 1938 — главный редактор нелегального издания газеты «Руде право».
После оккупации Чехословакии избран председателем нелегального ЦК КПЧ.
В 1941 г. был арестован гестапо и заключён в тюрьму Панкрац, затем переведен в концлагерь Терезин, а позже — в лагерь Маутхаузен, где был казнён.

## Творческая деятельность
Марксистско-ленинскую философию понимал, как методологическую основу своей деятельности в области литературной и художественной критики, и в то же время, как теоретическую основу политической и идеологической деятельности революционной пролетарской партии. В своём критическом отношении к чешской межвоенной философии, выступал с позиций того, что в гегелевской буржуазно-декадентской философии не следует искать истинное знание реальности.
Коллеги писали о нём:

Острый ум в сочетании с большим редакторским опытом в остравской «Правде». Все в редакции снимают шляпу перед его образованностью и эрудицией. Друзья шутят, вспоминая, что этот большой знаток чешского национального характера и современной философии начинал когда-то со статейки об истории танца от вальса до чарльстона. Иногда он даже слишком нетерпим к слабостям иных журналистов и литераторов, зато какое умение добираться во всем до самых корней.

## Избранные публикации
- Filosofie československé vládnoucí třídy, Tvorba 1930;
- Ke kritice formální logiky, Československá filosofie. Několik poznámek o dějinách filosofie a hlavně o spisu dr. Josefa Krále, Tvorba 1938.

## Переводы
- J. Reed: 10 dní, ktoré otriasli svetom, 1926;
- U. Sinclaire: Po potope, 1926.

## Память
- В 1950—1990-е годы имя Э. Уркса было присвоено химическому заводу в Остраве.
- Именем Э. Уркса были названы улицы в Праге (Карлин (район Праги)), Брно, Остраве, Градец-Кралове, Клаштерец-над-Огржи, Карвине и др.
- В его память была установлена мемориальная доска в Стршешовице (Прага).